# جيم أندرسون
جيم أندرسون (بالإنجليزية: Jim Anderson)‏ (21 يونيو 1906 - 17 أبريل 1966) هو لاعب كرة قدم أيرلندي شمالي سابق كان يلعب كمدافع.

## وصلات خارجية
- جيم أندرسون على موقع ناشيونال فوتبول تيمز (الإنجليزية)